# 維金 (科斯托皮爾區)
50°56′48″N 26°10′52″E / 50.94667°N 26.18111°E
維金（烏克蘭語：Вигін），是烏克蘭西北部的村莊，隸屬里夫內州的里夫內區。該村始建於1920年，面積0.95平方公里，海拔高度197米，2001年人口396，人口密度每平方公里416.8人。